# Radio Croatica
Radio Croatica je internetska radio-postaja, koju su utemeljili Hrvatska državna samouprava u Mađarskoj i Croatica, neprofitno poduzeće za kulturnu, informativnu i izdavačku djelatnost.
Novčana sredstva i prostorije je omogućio Ured za nacionalne i etničke manjine Republike Mađarske.
Svečani početak rada ove postaje je bio 28. listopada 2005.
Radio-Croatica emitira utorkom i četvrtkom od 10 do 11 sati, u emisijama na hrvatskom jeziku, kojim se daju dnevene ili tjedne vijesti, izvješća, razgovori s raznoraznim osobama,  prikazima i inim vrstama radijskog programa.

## Vanjske poveznice
- Službene stranice
- Internet radio Croatica  Arhivirana inačica izvorne stranice od 17. rujna 2007. (Wayback Machine)